# Le Faget
Le Faget település Franciaországban, Haute-Garonne megyében. Lakosainak száma 301 fő (2022. január 1.). Le Faget Maurens-Scopont, Cambon-lès-Lavaur, Cuq-Toulza, Albiac, Auriac-sur-Vendinelle, Loubens-Lauragais és La Salvetat-Lauragais községekkel határos.

## Népesség
A település népességének változása:
| Lakosok száma | 270  | 329  | 363  | 333  | 365  | 347  | 343  | 322  | 312  | 301  |
|               | 1968 | 1982 | 1990 | 2006 | 2013 | 2015 | 2017 | 2019 | 2020 | 2022 |